# Liberté FC
Der Liberté Football Club de Niamey, auch einfach nur Liberté FC genannt, ist ein nigrischer Fußballverein mit Sitz in der Hauptstadt Niamey. Der Verein ist auch als La Determinación bekannt. Aktuell spielt der Verein in der ersten Liga.

## Geschichte
Der Verein wurde 1966 in der Hauptstadt Niamey gegründet. Sein erster offizieller Titel war 1976 der Pokal. Insgesamt stand man achtmal im Pokalfinale. Viermal konnte man den Pokal gewinnen.

## Erfolge
- Nigrischer Pokalsieger: 1976, 1987, 1988, 1989
- Nigrischer Pokalfinalist: 1984, 1995

## Stadion

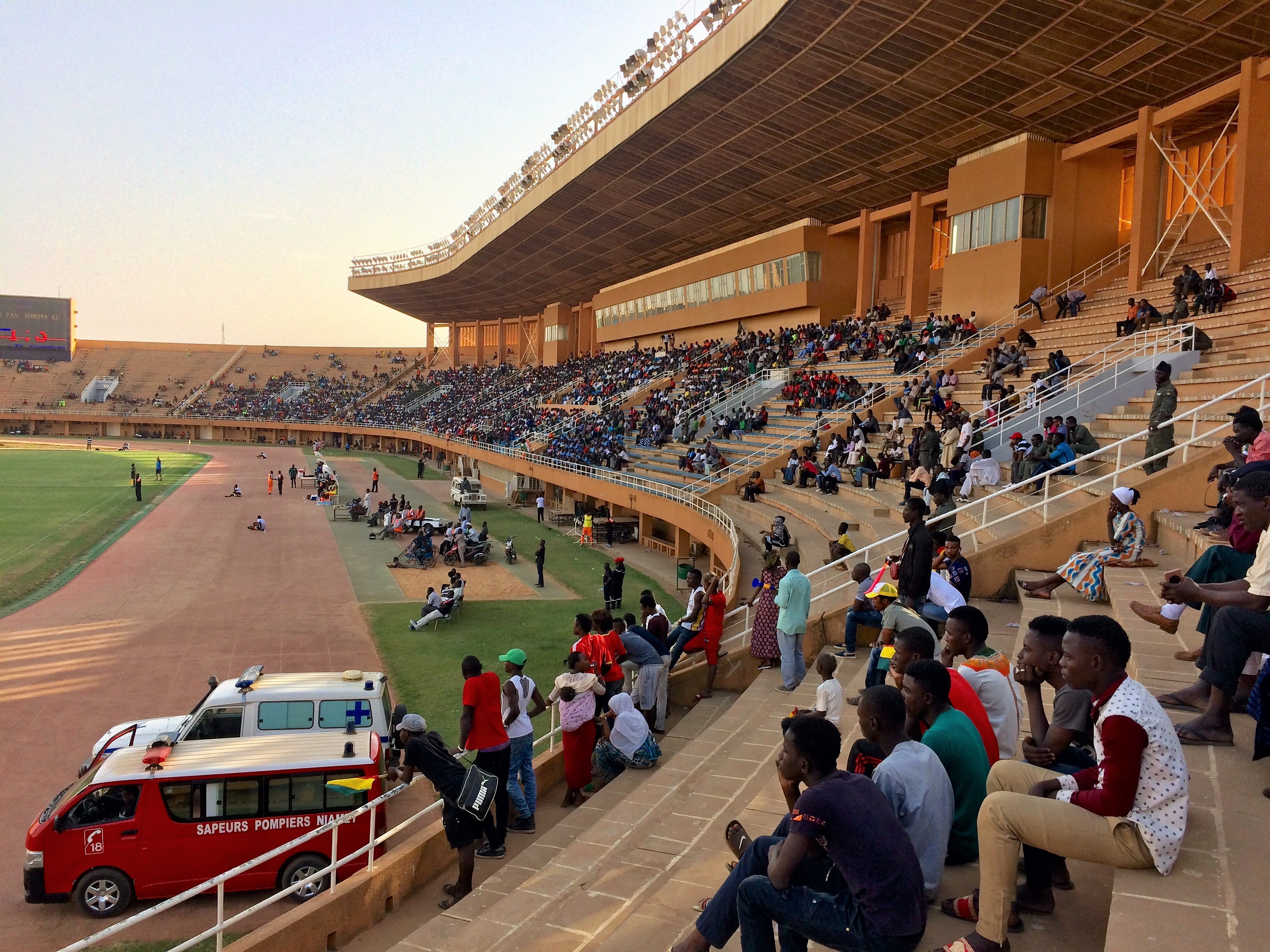
General-Seyni-Kountché-Stadion

Der Verein trägt seine Heimspiele im General-Seyni-Kountché-Stadion in Niamey aus. Das Stadion hat ein Fassungsvermögen von 35.000 Personen.

## Statistik in den CAF-Wettbewerben
| Jahr | Wettbewerb               | Runde    |
| ---- | ------------------------ | -------- |
| 1976 | African Cup Winners’ Cup | Vorrunde |
| 1989 | African Cup Winners’ Cup | 1. Runde |
| 1990 | African Cup Winners’ Cup | Vorrunde |